# Piotr Alexandrovitch Roumiantsev
Pour les articles homonymes, voir Roumiantsev.
Piotr Alexandrovitch Roumiantsev-Zadunaisky  (en russe : Пётр Александрович Румянцев), né le 4 janvier 1725 à Moscou et mort le 8 décembre 1796 à Königsberg, est un maréchal russe sous le règne de l’impératrice Catherine II. Envoyé en 1769 contre les Turcs, il remporte sur eux deux grandes victoires : il prend Ismaïlov, Bender, Kilia, Akermann, Brahilov, Giurgevo. Catherine II le comble de bienfaits et lui donne le gouvernement de l'Ukraine, dite à l'époque Petite Russie.

## Biographie
Piotr est le fils unique d'Alexandre Ivanovitch Roumiantsev et de son épouse Marie, fille et héritière du comte Matveïev. Celle-ci, ayant passé beaucoup de temps en compagnie de Pierre le Grand, l'on a parfois suggéré que le jeune Roumiantsev serait le fils illégitime du monarque.
Roumiantsev voit pour la première fois le feu sous les ordres de son père légitime, pendant la guerre avec la Suède (1741-1743). Il escorte personnellement l'impératrice à la signature du traité d'Åbo, conclu par son père en 1743. Il est promu ensuite au grade de colonel. Il s'illustre particulièrement pendant la guerre de Sept Ans (1756-1763), à la bataille de Gross-Jagersdorf en 1757 et à la bataille de Kunersdorf en 1759. En 1761 il assiège et prend la forteresse de Kołobrzeg, et ouvre ainsi aux Russes la route de Berlin.
Tout au long du règne de Catherine de Russie, Roumiantsev sert comme gouverneur suprême de la Petite Russie. À ce poste, que son père a tenu avant lui avec tant d'honnêteté, Roumiantsev s'attache prioritairement à éliminer toute autonomie des hetmans et intègre pleinement à l'Empire Russe les nouveaux territoires conquis. Certains lui reprochent de favoriser le servage en Nouvelle Russie (Crimée), mais une telle politique ne dépendait pas de lui.
Avec le déclenchement de la guerre russo-turque en 1768, Roumiantsev prend le commandement de l'armée envoyée pour la prise d'Azov. Il défait complètement les Turcs à la bataille de Larga (en) et à la bataille de Kagula, traverse le Danube et avance vers l'actuelle Roumanie. Pour ces victoires éclatantes, il est fait maréchal et obtient le patronyme d'honneur et de victoire de Zadunaisky (le Transdanubien). Lorsque ses forces approchent de Shumla en 1774, le nouveau sultan Abdülhamid Ier, prend peur et négocie en faveur de la paix. Le traité de Kutchuk-Kaïnardji est signé par Roumiantsev dans le village du même nom, sur un tambour militaire.
À ce moment-là, le maréchal Roumiantsev est sans aucun doute devenu le chef militaire le plus célèbre de Russie. Mais d'autres généraux de Catherine de Russie, comme Grigori Potemkine, considèrent sa renommée avec jalousie et ne lui permettent pas de prendre le commandement. En temps de paix, Roumiantsev exprime son point de vue novateur sur l'art martial dans les Instructions (1761), Aménagement du service militaire (1770) et Pensées (1777). Ces travaux servirent de base théorique à la réorganisation de l'armée russe entreprise par Potemkine.
Pendant la seconde Guerre russo-turque, le maréchal Roumiantsev-Zadunaisky soupçonne Potemkine d'avoir délibérément réduit les livraisons de son armée et démissionne de son commandement. Dans la campagne de Pologne pour mater l'Insurrection de Kościuszko en 1794, il devient une fois de plus commandant en chef, mais c'est son rival Alexandre Souvorov qui dirige les armées à la bataille. À cette occasion, le maréchal Roumiantsev n'a même pas pris la peine de quitter son manoir ukrainien de Tachane qu'il a fait transformer en forteresse. Il y meurt le 8 décembre 1796, quelques mois après la Grande Catherine.
Il est le père du comte Nicolas Petrovitch Roumiantsev, ainsi que des comtes Michel (1751-1811) et Serge (1755-1838) ; le comte Serge étant le dernier comte Roumiantsev.

## Anecdotes
Pendant la seconde guerre mondiale, lors de la bataille de Koursk, une importante opération militaire soviétique visant à reprendre Kharkiv (en Ukraine) aux allemands porte son nom : Opération Polkovodets Roumiantsev.

## Distinctions et hommages
- 24 novembre 1782 : Ordre de Saint-Vladimir (1re classe)
- Ordre de Saint-André
- Ordre de Saint-Alexandre Nevski
- Ordre de l'Aigle blanc

Un obélisque commémorant ses victoires pendant la guerre russo-turque entre 1768 et 1774, et son service dans la guerre russo-turque de 1787–1792 a été érigé à Saint-Pétersbourg, au centre de la place Roumiantsev, sur l'île Vassilievski, entre le palais Menchikov et l'Académie des Beaux-Arts de Saint-Pétersbourg.

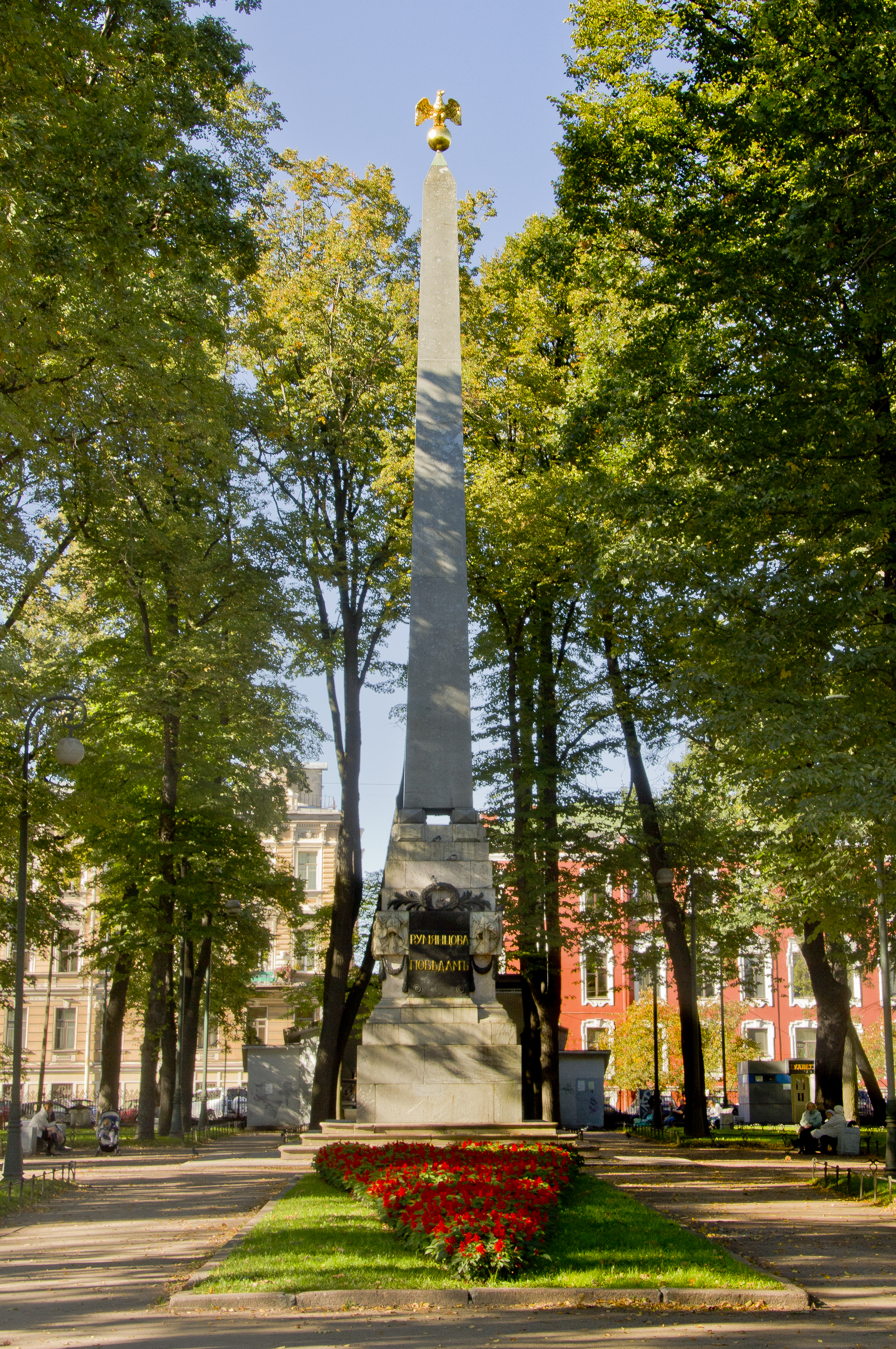
Obélisque de Roumiantsev à Saint-Pétersbourg

## Voir aussi

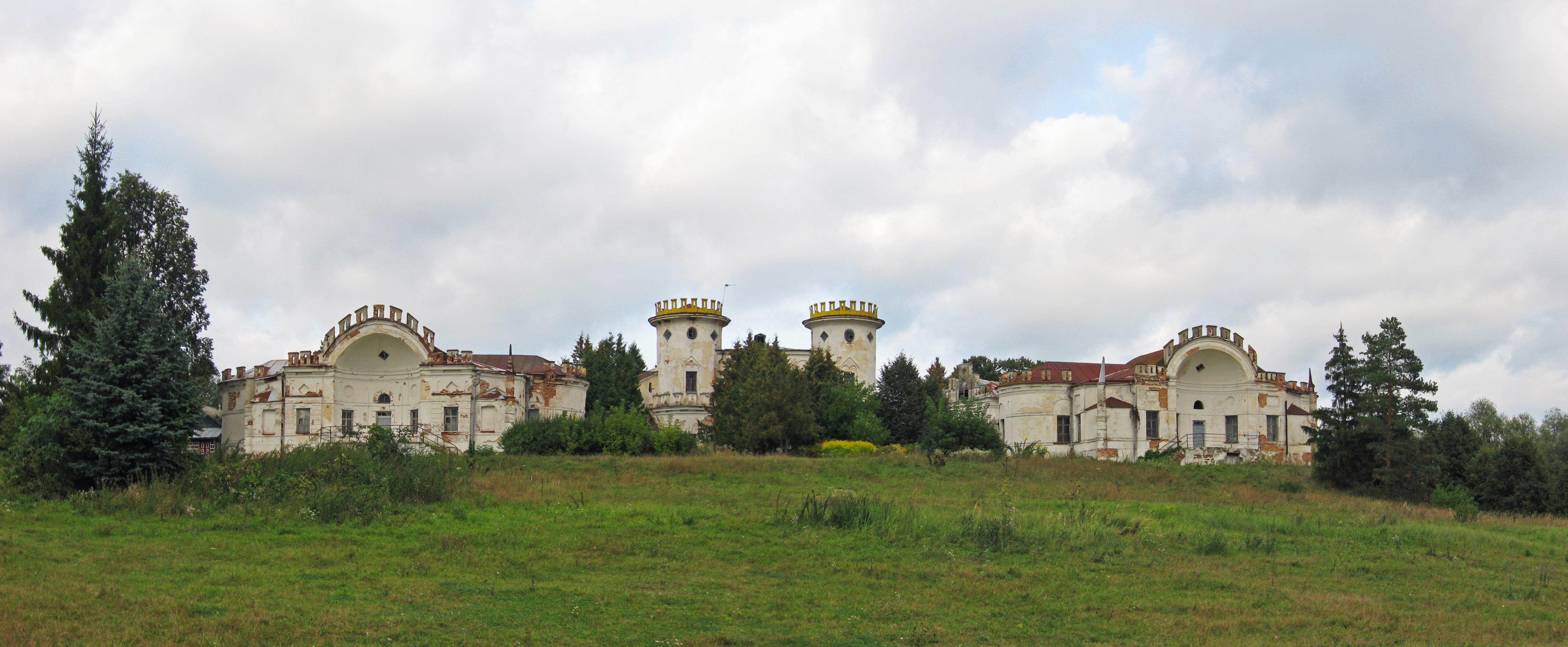
Le palais de Roumiantsev-Zadounaïsko.